# Kanton Mens
Der Kanton Mens ist ein ehemaliger, bis 2015 bestehender französischer Wahlkreis im Arrondissement Grenoble, im Département Isère und in der Region Rhône-Alpes. Er umfasste neun Gemeinden, Hauptort war Mens. Vertreterin im conseil général des Départements war zuletzt von 2004 bis 2015 Annette Pellegrin.

## Gemeinden
| Gemeinde                | Einwohner Jahr | Fläche km² | Bevölkerungsdichte | Code INSEE | Postleitzahl |
| ----------------------- | -------------- | ---------- | ------------------ | ---------- | ------------ |
| Cordéac                 | 213 (2013)     | –          | – Einw./km²        | 38125      | 38710        |
| Cornillon-en-Trièves    | 170 (2013)     | –          | – Einw./km²        | 38127      | 38710        |
| Lavars                  | 150 (2013)     | –          | – Einw./km²        | 38208      | 38710        |
| Mens                    | 1343 (2013)    | –          | – Einw./km²        | 38226      | 38710        |
| Prébois                 | 163 (2013)     | –          | – Einw./km²        | 38321      | 38710        |
| Saint-Baudille-et-Pipet | 254 (2013)     | –          | – Einw./km²        | 38366      | 38710        |
| Saint-Jean-d’Hérans     | 300 (2013)     | –          | – Einw./km²        | 38403      | 38710        |
| Saint-Sébastien         | 261 (2013)     | –          | – Einw./km²        | 38456      | 38710        |
| Tréminis                | 179 (2013)     | –          | – Einw./km²        | 38514      | 38710        |